# Estación Bernal
Bernal es una estación ferroviaria de la localidad homónima, partido de Quilmes, Gran Buenos Aires, Argentina.

## Servicios
Es una estación intermedia del servicio eléctrico metropolitano de la Línea General Roca desde la Estación Plaza Constitución a las estaciones La Plata y Bosques.
Fue establecida en 1872 como parte del Ferrocarril Buenos Aires al Puerto de la Ensenada, adquirido luego (1898) por el Ferrocarril del Sud. Al nacionalizarse los ferrocarriles y reorganizarse el sistema ferroviario en 1948, pasó a ser parte de la red del Ferrocarril General Roca.

## Infraestructura
Posee 2 andenes para los trenes eléctricos y un túnel peatonal que los comunica. Además cuenta con una vía auxiliar que sirve de cochera para las máquinas de vía y obra
El 6 de septiembre de 2015 se corrió la última formación a La Plata pasando por esta estación suspendiéndola al día siguiente para la instalación eléctrica que fue finalizada en febrero de 2016. Desde entonces hasta el 11 de noviembre de 2018, los trenes se detenían en la estación provisoria ubicada al sur de la estación. A partir de esta fecha, los trenes vuelven a la histórica estación remodelada con nuevos refugios y andenes elevados

## Toponimia
Fue nombrada así en homenaje a Félix Bernal, dueño de las tierras que cedió al Ferrocarril Buenos Aires al Puerto de la Ensenada, para la construcción de la estación.

## Diagrama
| Plataforma Norte | |
| Vía 1            | Trenes a La Plata provenientes de Constitución (próxima Quilmes) Trenes a Bosques provenientes de Constitución vía Quilmes (próxima Quilmes)     |
| Vía 2            | Trenes a Constitución provenientes de La Plata (próxima Don Bosco) Trenes a Constitución provenientes de Bosques vía Quilmes (próxima Don Bosco) |
| Plataforma Sur   | |